# Disraeli (film)
Disraeli is een Amerikaanse film uit 1929 geregisseerd door Alfred E. Green. De hoofdrollen worden gespeeld door George Arliss, Doris Lloyd, David Torrence en Joan Bennett. De film is gebaseerd op het gelijknamige toneelstuk van Louis N. Parker.
De film werd genomineerd voor drie Oscars, waaronder de Oscar voor beste film. De film wist uiteindelijk een nominatie te verzilveren.

## Rolverdeling
| Acteur           | Personage         |
| ---------------- | ----------------- |
| George Arliss    | Disraeli          |
| Doris Lloyd      | Mrs. Travers      |
| David Torrence   | Lord Probert      |
| Joan Bennett     | Clarissa          |
| Florence Arliss  | Lady Beaconsfield |
| Anthony Bushell  | Charles           |
| Michael Visaroff | Count Borsinov    |

## Prijzen en nominaties
| Jaar | Prijs          | Categorie               | Genomineerde(n)  | Uitslag     |
| ---- | -------------- | ----------------------- | ---------------- | ----------- |
| 1930 | Academy Awards | Beste film              | Beste film       | Genomineerd |
| 1930 | Academy Awards | Beste acteur            | George Arliss    | Gewonnen    |
| 1930 | Academy Awards | Beste bewerkte scenario | Julien Josephson | Genomineerd |